# Мері Хіггінс Кларк
Мері Хіггінс Кларк (англ. Mary Higgins Clark; 24 грудня 1927, Нью-Йорк — 31 січня 2020, Нейплс, Флорида) — американська письменниця, автор романів у жанрі психологічного трилера.

## Життєпис
Мері Тереза Елінор Хіггінс народилась 24 грудня 1927 року у Бронксі, Нью-Йорк, в родині ірландських іммігрантів Джозефа Люка Хіггінса, власника пабу, та Нори Доркін. Почала писати вірші у шестирічному віці, навчалася у середній школі Villa Maria Academy в Бронксі. Після смерті батька 1939 року її мати лишилася сама з трьома дітьми (Мері мала старшого брата Джозефа та молодшого брата Джона). Після школи Мері закінчила нью-йоркську Школу секретарів Вуда. У 1946—1948 роках працювала асистентом у рекламному відділі компанії «Remington Rand». У 1949—1950 роках працювала стюардесою в Pan American World Airways. У 1956—1970 роках працювала сценаристкою на радіо.
1969 року вийшла її перша книга «Прагніть до небес», белетризована біографія Джорджа Вашингтона, яка мала посередній успіх, та все ж принесла автору премію New Jersey Author Award у категорії найкращий роман для дітей.
1971 року вступила до Фордгемського університету, який закінчила 1979 року зі ступенем бакалавра філософії.
1975 року вийшов її перший роман у жанрі саспенс «Де діти?», в якому розповідається історія жінки, звинуваченої у вбивстві власних дітей і який швидко став бестселером. Після чого нею було написано ще понад 40 романів у жанрі психологічного трилера, останній з яких, «Цілуй дівчат та змушуй їх плакати», вийшов 2019 року. Її книги мали успіх в Америці та Європі і були неодноразово екранізовані (наприклад, кінофільми «Незнайомець спостерігає» (1982), «Де діти?» (1986), телефільм «Любить музику, любить танцювати» (2001) з Петсі Кенсіт у ролі Дарсі Скотт, а також серія телефільмів, заснованих на сюжетах письменниці, знятих французьким каналом France 3 у 2014—2017 роках). Крім того, писала твори для дітей, часто спільно з іншими авторами.
2001 року видала автобіографічну книгу «Кухонні привілеї: Спогади» (англ. Kitchen Privilegies: Memoir).
Мері Хіггінс Кларк померла 31 січня 2020 року в місті Нейплс, Флорида, у 92-річному віці. Похована на цвинтарі «Брама Небес» у Готорні, штат Нью-Йорк.

## Особисте життя
26 грудня 1949 року Мері Хіггінс вступила в шлюб з Ворреном Ф. Кларком, директором авіакомпанії Capitol Air. Народила в цьому шлюбі п'ятеро дітей: дочок Мерілін, Керол та Патрицію, синів Воррена та Девіда. Шлюб тривав до смерті чоловіка 26 вересня 1964 року від серцевого нападу.
8 серпня 1978 року вступила в шлюб з адвокатом Реймондом Чарльзом Плетцем. Розлучилися 1986 року. 
30 листопада 1996 року вступила в шлюб з Джоном Конхіні. У шлюбі з ним була до його смерті 8 жовтня 2008 року.
Її дочка Керол Хіггінс Кларк (28 липня 1956 — 12 червня 2023) та колишня невістка Мері Джейн Кларк (нар. 1954) також успішні письменниці.

## Нагороди та відзнаки
- 1969 — New Jersey Author Award в категорії найкращий роман для дітей («Aspire to the Heavens»)
- 1993 — Золота медаль Ірландсько-американського історичного товариства
- 1997 — Премія Гораціо Елджера
- 1998 — Catholic Big Sisters Distinguished Service Award
- 1999 — Graymoor Award
- 2000 — премія Едгара Алана По в номінації «Grand Master» Товариства письменників детективного жанру Америки (Mystery Writers of America)
- Орден святого Григорія Великого